# Giải đua ô tô Công thức 1 Azerbaijan 2024
Giải đua ô tô Công thức 1 Azerbaijan 2024 (tên chính thức là Formula 1 Qatar Airways Azerbaijan Grand Prix 2024) là một chặng đua Công thức 1 được tổ chức vào ngày 15 tháng 9 năm 2024 tại Trường đua Thành phố Baku ở Baku, Azerbaijan. Đây là chặng đua thứ 17 của Giải đua xe Công thức 1 2024.
Charles Leclerc là tay đua giành pole và đây là lần thành pole thứ tư liên tiếp của anh tại trường đua Baku. Oscar Piastri giành chiến thắng thứ hai trong sự nghiệp trước Leclerc and George Russell. Lando Norris đã có một cuộc đua ngoạn mục khi anh kết thúc ở vị trí thứ tư mặc dù xuất phát thứ mười bảy, đồng thời xác lập vòng đua nhanh nhất. Kết quả này đồng nghĩa với việc đội đua McLaren đã vươn lên vị trí dẫn đầu trên bảng xếp hạng đội đua trước Red Bull Racing. Đây là lần lần đầu tiên kể từ Giải đua ô tô Công thức 1 Miami 2022 mà đội đua Red Bull Racing mất vị trí dẫn đầu trên bảng xếp hạng đội đua.

## Bối cảnh
Giải đua ô tô Công thức 1 Azerbaijan 2024 được tổ chức tại Trường đua Thành phố Baku ở Baku, Azerbaijan, từ ngày 13 đến ngày 15 tháng 9. Đây là lần thứ tám trường đua đã tổ chức một chặng đua Công thức 1. Trường đua đã tổ chức Giải đua ô tô Công thức 1 Châu Âu vào năm 2016. Không bao gồm Giải đua ô tô Công thức 1 Châu Âu được đề cập ở trên, Giải đua ô tô Công thức 1 Azerbaijan lần đầu tiên được tổ chức vào tháng 9. Chặng đua đã thay thế Giải đua ô tô Công thức 1 Nhật Bản được chuyển sang tháng 4 từ lịch trình tổ chức truyền thống từ tháng 9 đến tháng 11. Các phiên bản trước đó của Giải đua ô tô Công thức 1 Azerbaijan diễn ra trong nửa đầu mùa giải từ tháng 4 đến tháng 6. Thông qua động thái đó, Công thức 1 nỗ lực sự khu vực hóa khi quyết định Giải đua ô tô Công thức 1 Azerbaijan được tổ chức với tư cách là chặng đầu tiên sau các chặng đua ở châu Âu. Giải đua ô tô Công thức 1 Azerbaijan là chặng đua thứ 17 trong khuôn khổ Giải đua xe Công thức 1 2024 và cũng là lần thứ bảy Giải đua ô tô Công thức 1 Azerbaijan được tổ chức.

### Bảng xếp hạng trước chặng đua
Trước chặng đua, Max Verstappen dẫn đầu bảng xếp hạng các tay đua với 303 điểm, trước Lando Norris ở vị trí thứ hai với khoảng cách 62 điểm và Charles Leclerc ở vị trí thứ ba với khoảng cách 86 điểm. Red Bull Racing, dẫn đầu bảng xếp hạng các đội đua với với 446 điểm trước McLaren ở vị trí thứ hai với 438 điểm và Ferrari ở vị trí thứ ba với 407 điểm.

### Danh sách tay đua
Danh sách các tay đua và đội đua cho Giải đua ô tô Công thức 1 Azerbaijan không có gì thay đổi so với danh sách các tay đua và đội đua tham gia mùa giải với hai ngoại lệ như sau: Franco Colapinto thay thế Logan Sargeant tại Williams từ Giải đua ô tô Công thức 1 Ý trước đó trở đi, trong khi Kevin Magnussen bị cấm tham gia chặng đua vì đã gây ra một vụ va chạm tại chặng đua trước, khiến anh vượt quá giới hạn 12 điểm phạt trong vòng 12 tháng. Magnussen được thay thế bởi tay đua dự bị Oliver Bearman, người đã thi đấu trước đó cho Ferrari tại Giải đua ô tô Công thức 1 Ả Rập Xê Út đầu mùa giải.

### Lựa chọn lốp xe
Nhà cung cấp lốp xe duy nhất Pirelli đã mang đến các hợp chất lốp xe C3, C4 và C5 (ba loại mềm nhất trong phạm vi của Pirelli), được chỉ định lần lượt là cứng, trung bình và mềm để các đội sử dụng tại chặng đua.

### Thay đổi đường đua
Khu vực DRS dẫn đến khúc cua số 1 đã được mở rộng thêm 100 m.

## Buổi đua thử
Ba buổi đua thử đã được tổ chức tại Giải đua ô tô Công thức 1 Azerbaijan 2024. Buổi đua thử đầu tiên được tổ chức vào ngày 13 tháng 9 năm 2024, lúc 13:30 giờ địa phương (UTC+4). Max Verstappen đứng đầu trước Lewis Hamilton và Sergio Pérez. Cũng trong buổi tập đầu tiên, buổi tập đã bị gián đoạn sau khi ba lá cờ đỏ đã được tung lên: lá cờ đầu tiên là do mảnh vỡ, lá cờ thứ hai là do một vụ tai nạn của Charles Leclerc ở khúc cua thứ 15 và lá cờ thứ ba là do một vụ va chạm của Franco Colapinto ở khúc cua thứ 4.
Buổi đua thử thứ hai được tổ chức vào cùng ngày, lúc 17:00 giờ địa phương. Leclerc đứng đầu trước Pérez và Hamilton.
Buổi đua thử thứ ba được tổ chức vào ngày 14 tháng 9 năm 2024, lúc 12:30 giờ địa phương. George Russell đứng đầu trước Leclerc và Lando Norris, Buổi tập đã bị gián đoạn hai lần thông qua cờ đỏ: lần đầu tiên là do Esteban Ocon dừng lại trên đường đua do sự cố động cơ, lần thứ hai là Oliver Bearman va chạm ở khúc cua thứ 1.

## Vòng phân hạng
Vòng phân hạng đã được tổ chức vào ngày 14 tháng 9 năm 2024, lúc 16:00 giờ địa phương (UTC+4), gồm ba phần và các vị trí xuất phát cho cuộc đua chính được xác định. Sau khi phần đầu tiên (Q1) kết thúc, Charles Leclerc đứng đầu với thời gian 1:42,775 phút. Q1 cũng đã chứng kiến một bất ngờ lớn khi Lando Norris bị loại khi anh đã đi quá sâu vào khúc cua và không thể tăng tốc độ khi cờ vàng bị phất lên do Esteban Ocon va chạm vào tường chắn. Cùng với đó, Daniel Ricciardo của đội đua RB, hai tay đua Kick Sauber và Esteban Ocon của Alpine bị loại.
Phần thứ hai (Q2) kéo dài 15 phút, mười tay đua nhanh nhất của phần này đi tiếp vào phần thứ ba (Q3) và cuối cùng của vòng phân hạng. Max Verstappen là người đứng đầu với thời gian 1:42,042 phút. Các tay đua bị loại gồm hai tay đua của Haas, Tsunoda Yūki của RB, Pierre Gasly của Alpine và Lance Stroll của Aston Martin.
Phần thứ ba (Q3) kéo dài 12 phút, trong đó mười vị trí xuất phát đầu tiên được xác định sẵn cho cuộc đua chính. Charles Leclerc là người giành vị trí pole với thời gian 1:41,365. Đây là lần thứ tư liên tiếp anh làm được điều này tại trường đua Baku. Oscar Piastri xuất phát ở vị trí thứ hai và Carlos Sainz Jr. ở vị trí thứ ba.

### Kết quả vòng phân hạng
| Vị trí                   | Số xe | Tay đua          | Đội đua                      | Q1       | Q2       | Q3       | Vị trí xuất phát |
| ------------------------ | ----- | ---------------- | ---------------------------- | -------- | -------- | -------- | ---------------- |
| 1                        | 16    | Charles Leclerc  | Ferrari                      | 1:42,775 | 1:42,056 | 1:41,365 | 1                |
| 2                        | 81    | Oscar Piastri    | McLaren-Mercedes             | 1:43,033 | 1:42,598 | 1:41,686 | 2                |
| 3                        | 55    | Carlos Sainz Jr. | Ferrari                      | 1:43,357 | 1:42,503 | 1:41,805 | 3                |
| 4                        | 11    | Sergio Pérez     | Red Bull Racing-Honda RBPT   | 1:43,213 | 1:42,263 | 1:41,813 | 4                |
| 5                        | 63    | George Russell   | Đội đua Mercedes             | 1:43,139 | 1:42,329 | 1:41,874 | 5                |
| 6                        | 1     | Max Verstappen   | Red Bull Racing-Honda RBPT   | 1:43,097 | 1:42,042 | 1:42,023 | 6                |
| 7                        | 44    | Lewis Hamilton   | Đội đua Mercedes             | 1:43,089 | 1:42,765 | 1:42,289 | Làn pit1         |
| 8                        | 14    | Fernando Alonso  | Aston Martin Aramco-Mercedes | 1:43,472 | 1:42,426 | 1:42,369 | 7                |
| 9                        | 43    | Franco Colapinto | Williams-Mercedes            | 1:43,138 | 1:42,473 | 1:42,530 | 8                |
| 10                       | 23    | Alexander Albon  | Williams-Mercedes            | 1:42,899 | 1:42,840 | 1:42,859 | 9                |
| 11                       | 50    | Oliver Bearman   | Haas-Ferrari                 | 1:43,471 | 1:42,968 | –        | 10               |
| 12                       | 22    | Tsunoda Yūki     | RB-Honda RBPT                | 1:43,337 | 1:43,035 | –        | 11               |
| 13                       | 27    | Nico Hülkenberg  | Haas-Ferrari                 | 1:43,101 | 1:43,191 | –        | 12               |
| 14                       | 18    | Lance Stroll     | Aston Martin Aramco-Mercedes | 1:43,370 | 1:43,404 | –        | 13               |
| 15                       | 3     | Daniel Ricciardo | RB-Honda RBPT                | 1:43,547 | –        | –        | 14               |
| 16                       | 4     | Lando Norris     | McLaren-Mercedes             | 1:43,609 | –        | –        | 15               |
| 17                       | 77    | Valtteri Bottas  | Kick Sauber-Ferrari          | 1:43,618 | –        | –        | 16               |
| 18                       | 24    | Chu Quán Vũ      | Kick Sauber-Ferrari          | 1:44,246 | –        | –        | 172              |
| 19                       | 31    | Esteban Ocon     | Alpine-Renault               | 1:44,504 | –        | –        | Làn pit3         |
| Bị loại                  | 10    | Pierre Gasly     | Alpine-Renault               | 1:43,088 | 1:43,179 | –        | 184              |
| Thời gian 107%: 1:49,969 |       |                  |                              |          |          |          |                  |

Chú thích:
- ^1  – Lewis Hamilton cán đích vòng phân hạng ở vị trí thứ 7, nhưng bị yêu cầu xuất phát cuộc đua từ làn pit vì anh đã thay thế các bộ phận của động cơ mà không có sự chấp thuận của ban đại diện kỹ thuật trong parc fermé.[15]
- ^2  – Chu Quán Vũ được yêu cầu xuất phát cuộc đua từ phía sau đoàn đua vì vượt quá hạn mức về các đơn vị năng lượng của mình.[16]
- ^3  – Esteban Ocon cán đích vòng phân hạng ở vị trí thứ 19, nhưng bị yêu cầu xuất phát cuộc đua từ làn pit vì anh đã thay thế các bộ phận của động cơ mà không có sự chấp thuận của ban đại diện kỹ thuật trong parc fermé.[15]
- ^4  – Pierre Gasly cán đích vòng phân hạng ở vị trí thứ 13, nhưng sau đó bị loại khỏi kết quả vì xe của anh vượt quá giới hạn lưu lượng nhiên liệu tức thời ở Q2. Anh được phép đua theo quyết định của ban tổ chức.[17]

## Cuộc đua chính
Cuộc đua chính được tổ chức vào ngày 15 tháng 9 năm 2024, lúc 15:00 giờ địa phương (UTC+4).
Ngay sau khi xuất phát cuộc đua, Lance Stroll đã va chạm với chiếc xe của Tsunoda Yūki khiến tay đua người Nhật Bản phải bỏ cuộc sau đó. Leclerc duy trì vị trí dẫn đầu của mình sau màn xuất phát trước Piastri ở vị trí thứ hai và Pérez ở vị trí thứ ba. Những người dẫn đầu đoàn đua khởi đầu cuộc đua với bộ lốp trung bình trước khi vào làn pit để chuyển sang bộ lốp cứng. Bộ ba tay đua dẫn đầu đoàn đua vẫn giữ nguyên vị trí của mình, bám sát nhau sau một vòng dừng pit. Piastri chiếm vị trí dẫn đầu từ tay Leclerc ở vòng 20 và bảo vệ vị trí này trước Leclerc trong nhiều vòng còn lại của cuộc đua để giành chiến thắng thứ hai trong sự nghiệp. Tại vòng thứ 50, Sergio Pérez mở DRS và tấn công lên Leclerc. Anh đã gần như vượt qua nhưng Leclerc đã cực kì may mắn khi lách qua lai trong của Pérez để lấy lại vị trí thứ hai. Ở phía sau họ, chiếc Ferrari của Carlos Sainz Jr. đã bám sát và vượt qua Pérez. Pérez cố gắng giành lại vị trí nhưng cả hai đã va chạm mạnh, tông vào tường chắn khiến cho xe an toàn ảo được triển khai, kết thúc cuộc đua và giúp Russell lên vị trí bục vinh quang cuối cùng. Norris về đích thứ tư trước đối thủ vô địch Verstappen và cũng xác lập vòng đua nhanh nhất. Colapinto, người đã ra mắt trong cuộc đua trước đó, đã ghi những điểm đầu tiên trong sự nghiệp Công thức 1 của mình sau khi cán đích thứ tám. Bearman, người trở lại để thay thế cho Magnussen bị cấm tham gia, đã giành được điểm cuối cùng. Các tay đua còn lại ghi điểm là Norris, Verstappen, Alonso, Albon, Colapinto, Hamilton và Bearman.

### Kết quả cuộc đua chính
| Vị trí                                                                                 | Số xe | Tay đua          | Đội đua                      | Số vòng | Thời gian/ Bỏ cuộc | Vị trí xuất phát | Số điểm |
| -------------------------------------------------------------------------------------- | ----- | ---------------- | ---------------------------- | ------- | ------------------ | ---------------- | ------- |
| 1                                                                                      | 81    | Oscar Piastri    | McLaren-Mercedes             | 51      | 1:32:58,007        | 2                | 25      |
| 2                                                                                      | 16    | Charles Leclerc  | Ferrari                      | 51      | + 10,910           | 1                | 18      |
| 3                                                                                      | 63    | George Russell   | Mercedes                     | 51      | + 31,328           | 5                | 15      |
| 4                                                                                      | 4     | Lando Norris     | McLaren-Mercedes             | 51      | + 36,143           | 15               | 131     |
| 5                                                                                      | 1     | Max Verstappen   | Red Bull Racing-Honda RBPT   | 51      | + 1:17,098         | 6                | 10      |
| 6                                                                                      | 14    | Fernando Alonso  | Aston Martin Aramco-Mercedes | 51      | + 1:25,468         | 7                | 8       |
| 7                                                                                      | 23    | Alexander Albon  | Williams                     | 51      | + 1:27,396         | 9                | 6       |
| 8                                                                                      | 43    | Franco Colapinto | Williams                     | 51      | + 1:29,541         | 8                | 4       |
| 9                                                                                      | 44    | Lewis Hamilton   | Mercedes                     | 51      | + 1:32,396         | Làn pit          | 2       |
| 10                                                                                     | 50    | Oliver Bearman   | Haas-Ferrari                 | 51      | + 1:33,127         | 10               | 1       |
| 11                                                                                     | 27    | Nico Hülkenberg  | Haas-Ferrari                 | 51      | + 1:33,465         | 12               |         |
| 12                                                                                     | 31    | Pierre Gasly     | Alpine-Renault               | 51      | + 1:57,189         | 18               |         |
| 13                                                                                     | 3     | Daniel Ricciardo | RB-Honda RBPT                | 51      | + 2:26,907         | 14               |         |
| 14                                                                                     | 24    | Chu Quán Vũ      | Kick Sauber-Ferrari          | 51      | + 2:28,841         | 17               |         |
| 15                                                                                     | 31    | Esteban Ocon     | Alpine-Renault               | 50      | + 1 vòng           | Làn pit          |         |
| 16                                                                                     | 77    | Valtteri Bottas  | Kick Sauber-Ferrari          | 50      | + 1 vòng           | 16               |         |
| 172                                                                                    | 11    | Sergio Pérez     | Red Bull Racing-Honda RBPT   | 49      | Va chạm            | 4                |         |
| 182                                                                                    | 55    | Carlos Sainz Jr. | Ferrari                      | 49      | Va chạm            | 3                |         |
| 192                                                                                    | 18    | Lance Stroll     | Aston Martin Aramco-Mercedes | 45      | Phanh              | 13               |         |
| Bỏ cuộc                                                                                | 22    | Tsunoda Yūki     | RB-Honda RBPT                | 14      | Hư hỏng do va chạm | 11               |         |
| Vòng đua nhanh nhất: Lando Norris (McLaren-Mercedes) - 1:45:255 phút (vòng đua thứ 42) |       |                  |                              |         |                    |                  |         |
| Tay đua xuất sắc nhất cuộc đua: Oscar Piastri (McLaren-Mercedes), 29,6% số phiếu bầu   |       |                  |                              |         |                    |                  |         |

Ghi chú
- ^1  – Một điểm cho vòng đua nhanh nhất.[19]
- ^2  – Sergio Pérez, Carlos Sainz Jr. và Lance Stroll được xếp hạng vì họ đã hoàn thành hơn 90% cuộc đua.

## Bảng xếp hạng sau chặng đua

### Bảng xếp hạng các tay đua
| Vị trí | Tay đua          | Đội đua                      | Số điểm | Thay đổi vị trí |
| ------ | ---------------- | ---------------------------- | ------- | --------------- |
| 1      | Max Verstappen   | Red Bull Racing-Honda RBPT   | 313     | +/-0            |
| 2      | Lando Norris     | McLaren-Mercedes             | 254     | +/-0            |
| 3      | Charles Leclerc  | Ferrari                      | 235     | +/-0            |
| 4      | Oscar Piastri    | McLaren-Mercedes             | 222     | +/-0            |
| 5      | Carlos Sainz Jr. | Ferrari                      | 184     | +/-0            |
| 6      | Lewis Hamilton   | Mercedes                     | 166     | +/-0            |
| 7      | George Russell   | Mercedes                     | 143     | 1               |
| 8      | Sergio Pérez     | Red Bull Racing-Honda RBPT   | 143     | 1               |
| 9      | Fernando Alonso  | Aston Martin Aramco-Mercedes | 58      | +/-0            |
| 10     | Lance Stroll     | Aston Martin Aramco-Mercedes | 24      | +/-0            |

- Lưu ý: Chỉ có mười vị trí đứng đầu được liệt kê trên bảng xếp hạng này.

### Bảng xếp hạng các đội đua
| Vị trí | Đội đua                      | Số điểm | Thay đổi vị trí |
| ------ | ---------------------------- | ------- | --------------- |
| 1      | McLaren-Mercedes             | 476     | +/-0            |
| 2      | Red Bull Racing-Honda RBPT   | 456     | +/-0            |
| 3      | Ferrari                      | 425     | +/-0            |
| 4      | Mercedes                     | 309     | +/-0            |
| 5      | Aston Martin Aramco-Mercedes | 82      | +/-0            |
| 6      | RB-Honda RBPT                | 34      | +/-0            |
| 7      | Haas-Ferrari                 | 29      | +/-0            |
| 8      | Williams-Mercedes            | 16      | +/-0            |
| 9      | Alpine-Renault               | 13      | +/-0            |
| 10     | Kick Sauber-Ferrari          | 0       | +/-0            |